# 克姆西

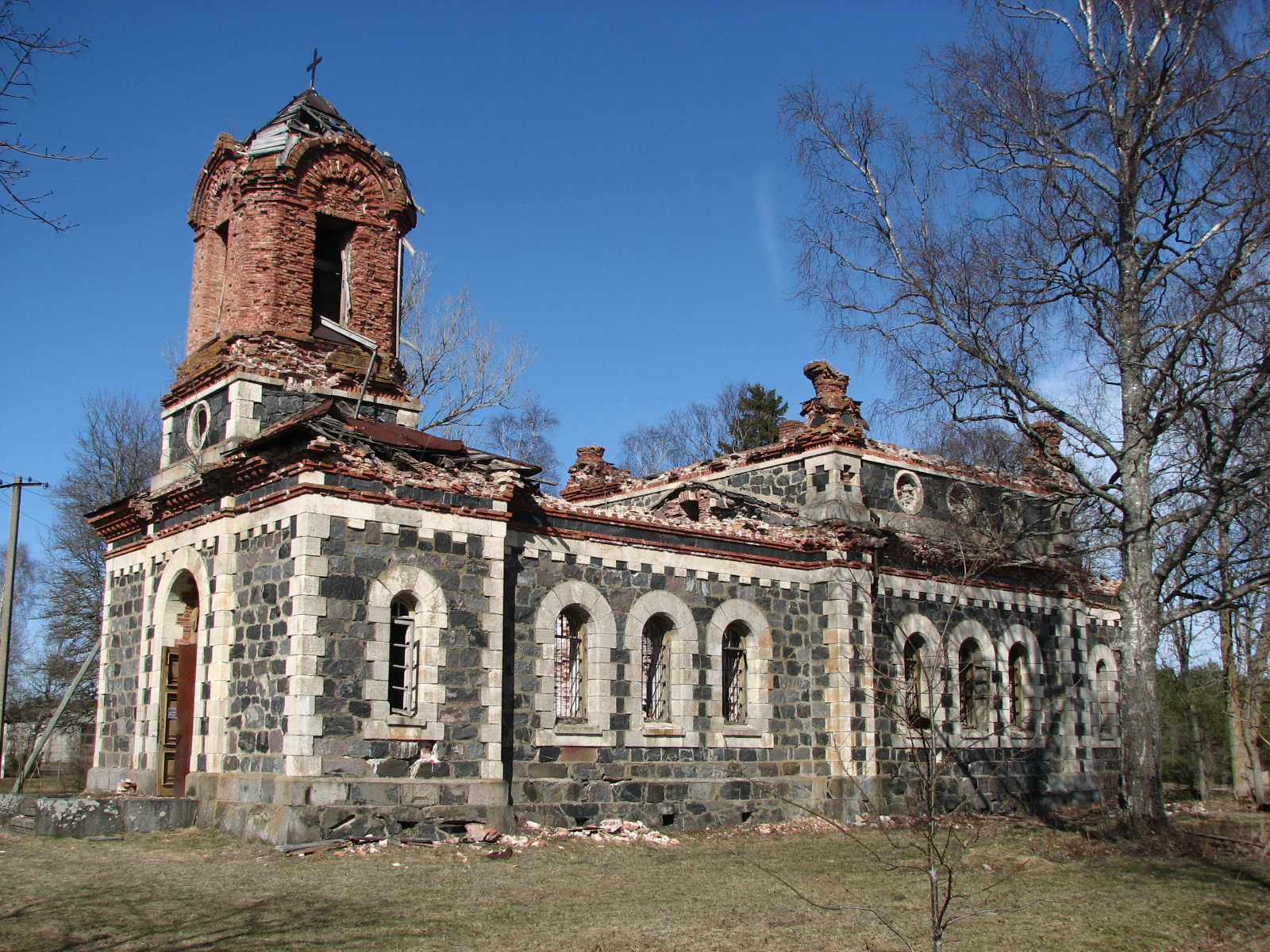

克姆西，是愛沙尼亞派尔努县莱内兰纳市镇内的的村庄，位於該國西部，曾是原哈尼拉市镇的行政中心，處於首都塔林西南面110公里，海拔高度17米，2012年該城鎮人口155。
58°37′23″N 23°37′59″E / 58.62306°N 23.63306°E